# Ian Sharp
Ian Sharp (nascut el 13 de novembre de 1946, Clitheroe, Lancashire) és un director de cinema i televisió anglès. És més conegut per dirigir el SAS thriller d'acció Who Dares Wins (1982) i dirigint les seqüències d'acció de la pel·lícula de James Bond Goldeneye (1995).

## Vida i carrera
Sharp es va educar a la Queen Elizabeth's Grammar School, Blackburn i a la Universitat de Durham (Hatfield College) on va obtenir un títol d'honor en Psicologia i Filosofia Moderna el 1968. Durant el A la dècada de 1970, va treballar a la BBC fent documentals primer per al Departament de Característiques Generals i després per a Música i Arts, especialment Arena i Òmnibus. El 1978, la BBC li va donar 3 mesos sabàtics per fer una pel·lícula anomenada The Music Machine, i va ser aquesta experiència la que el va portar a girar cap al drama. El seu primer descans va arribar el 1980 amb la sèrie de comèdia dramàtica d'ITV Minder. La manera com Sharp va dirigir una seqüència de baralles per a un episodi de Minder el va cridar l'atenció dels productors de The Professionals. Va fer un total de 6 episodis per a aquestes dues sèries.
Poc després, va dirigir Who Dares Wins (1982), el seu segon llargmetratge, per al productor Euan Lloyd. Who Dares Wins va ser percebut per alguns com una pel·lícula de dretes i Sharp diu que va perdre oportunitats de carrera per això. En una entrevista del 2021, Sharp va dir: "Sempre vaig patir per això. Em van oferir Els immortals i va ser entre jo i Russell Mulcahy, que és un director molt dotat. El productor nord-americà em volia, però per part britànica em deien que jo era un feixista de dretes, ho sé perquè el productor nord-americà m'ho va dir."
Sharp es va sentir decebut pel tipus de projectes cinematogràfics que se li van oferir després de Who Dares Wins i va tornar a la televisió. Després van venir els primers sis episodis de Robin of Sherwood per a ITV, i els anys següents van consistir principalment en treballs televisius fins que Robert Zemeckis li va demanar que dirigís la segona unitat de Qui ha enredat en Roger Rabbit? protagonitzada per Bob Hoskins.
El 1994, va dirigir les escenes d'acció de Goldeneye, protagonitzada per Pierce Brosnan. La seva seqüència de persecució de tancs i el salt atrevit de la presa que obre el panorama són molt respectats a la indústria.
Després d'estar dos anys sense feina, Sharp va acceptar una oferta per dirigir RPM, protagonitzada per Emmanuelle Seigner, Famke Janssen i David Arquette. Sharp ara lamenta haver acceptat la feina. En una entrevista del 2021 va dir: "Vaig llegir el guió i vaig pensar que era terrible. L'acció de la pel·lícula no es va poder rodar. El productor volia que fossin acrobàcies reals. Li vaig dir que no es podia fer. (...) Vaig intentar fer alguna cosa que sabia que era impossible."
El seu darrer llargmetratge és Tracker (2010), un projecte per al qual els productors inicialment volien Martin Campbell com a director. Sharp va fer campanya amb èxit per dirigir la pel·lícula ell mateix.
Parla francès i alemany amb fluïdesa i viu a Oxfordshire amb la seva dona, la locutora i autora Sue Cook, amb qui es va casar el 2004.

## Filmografia
- The Big Time (1976, documental) - director
- Americans (1978, documental) – director
- The Music Machine (1979) – director, esquema
- Seven Artists (1979, documental) – director
- Minder (1980–82, sèrie de televisió) – episodi "You Need Hands" i "All Mod Cons" - director
- The Professionals (1980–82, sèrie de televisió) – director
- Who Dares Wins (1982) – director
- Robin of Sherwood (1984, sèrie de televisió) - va dirigir tota la temporada 1
- Els germans corsos (1985) – director
- C.A.T.S. Eyes (1986, sèrie de televisió) – director
- Yesterday's Dreams (1987, sèrie de televisió) – director
- Qui ha enredat en Roger Rabbit? (1988) – director de segona unitat
- Codename: Kyril (1988) – director
- Pursuit (1989) també conegut com a Twist of Fate – director
- Pride and Extreme Prejudice (1989) – director
- Secret Weapon (1990) – director
- Split Second (1992) – director de seqüències addicionals
- Pleasure (1994) – director
- GoldenEye (1995) – Director de 2a unitat
- Tess of the d'Urbervilles (1998) – director
- RPM (1998) – director
- Mrs Caldicot's Cabbage War (2002) – director
- Tracker (2010) – director